# Ларк-Харбор
Ларк-Харбор (англ. Lark Harbour) — небольшой город (town) на острове Ньюфаундленд (провинция Ньюфаундленд и Лабрадор, Канада).

## География
Ларк-Харбор находится в западной части острова Ньюфаундленд, у южной оконечности залива Бей-оф-Айлендс, рядом с его выходом в залив Святого Лаврентия. Город расположен у одноимённой бухты. Площадь города составляет 12,92 км².
На другой стороне бухты Ларк (на полуострове, отделяющем её от соседней бухты Йорк) находится провинциальный парк Блоу-Ми-Даун. Помимо этого, в окрестностях Ларк-Харбора есть ещё несколько туристских маршрутов, в том числе к бухтам на берегу залива Святого Лаврентия.

## История
Своё имя бухта получила в честь H.M.S. Lark — одного из двух судов, на которых Джеймс Кук исследовал район Бей-оф-Айлендс в 1767 году. В честь другого судна — H.M.S. York — была названа соседняя бухта Йорк, а впоследствии и поселение Йорк-Харбор, расположенное к югу от Ларк-Харбора. В XVIII веке в районе бухты бывали французские рыбаки, занимавшиеся ловлей трески и сельди. В начале XIX века в районе Ларк-Харбора бывали торговцы рыбой из США и Новой Шотландии. К концу 1830-х годов там стояли две хижины, а к 1850-м годам уже было поселение с постоянно проживающими жителями.
В 1884 году в Ларк-Харборе проживали 77 человек, а к 1911 году население увеличилось до 362 человек. Основными занятиями были рыболовство и садоводство. Ларк-Харбор стал важным портом для экспорта сельди (и оставался им до 1979 года). В 1974 году Ларк-Харбор получил статус небольшого города (town), при этом в его состав были включены близлежащие Литл-Порт (Little Port) и Ботл-Ков (Bottle Cove). В городе есть англиканская церковь, школа, библиотека, два ресторана и универсальный магазин.

## Население
Согласно переписи населения 2016 года, население Ларк-Харбора составляло 522 человек, 48,6 % мужчин и 51,4 % женщин. Средний возраст жителей Ларк-Харбора составлял 47,4 лет.
| 1986 | 1991 | 1996 | 2001 | 2006 | 2011 | 2016 |
| ---- | ---- | ---- | ---- | ---- | ---- | ---- |
| 829  | 755  | 680  | 613  | 565  | 510  | 522  |

## Фотогалерея

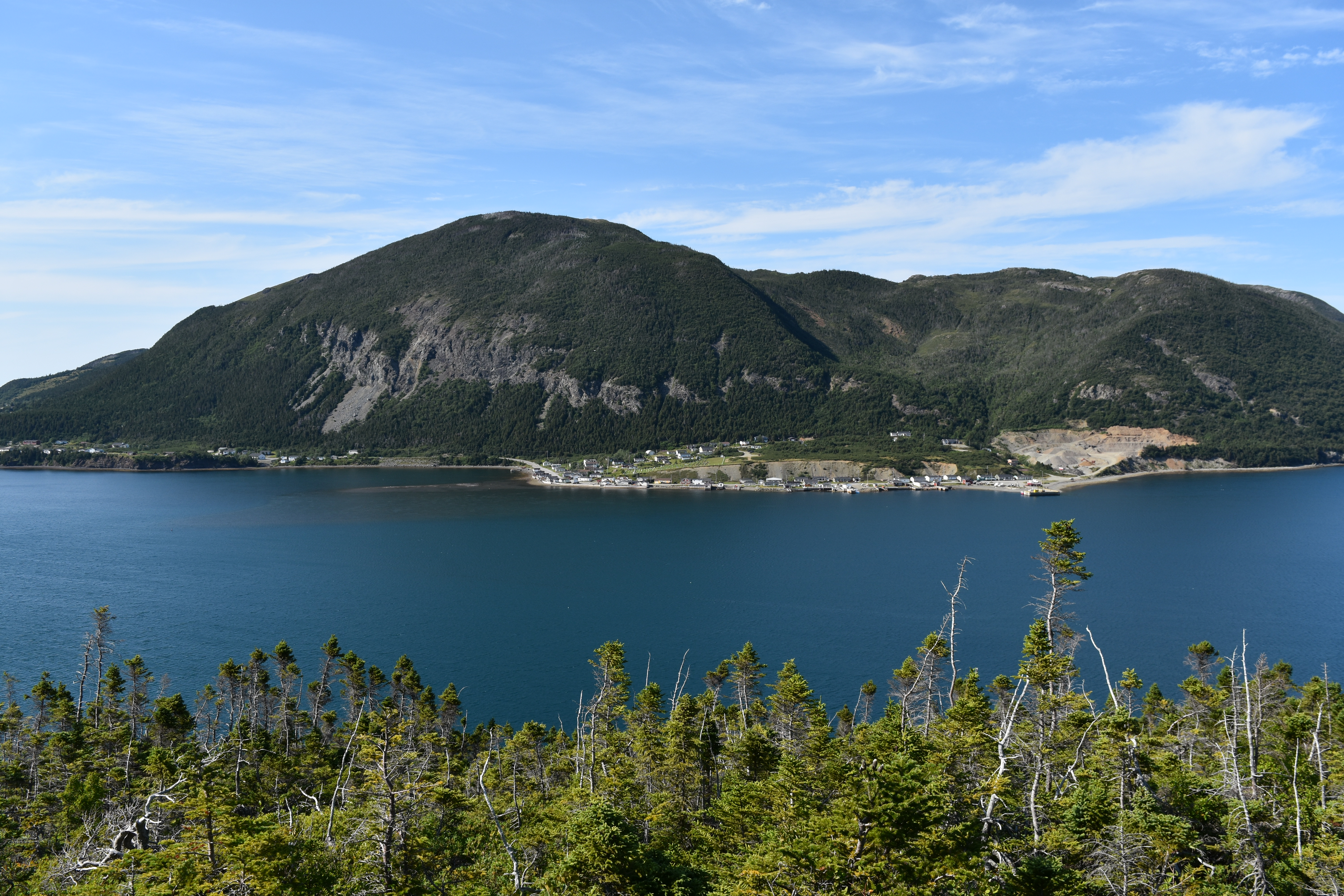
Вид с другой стороны бухты
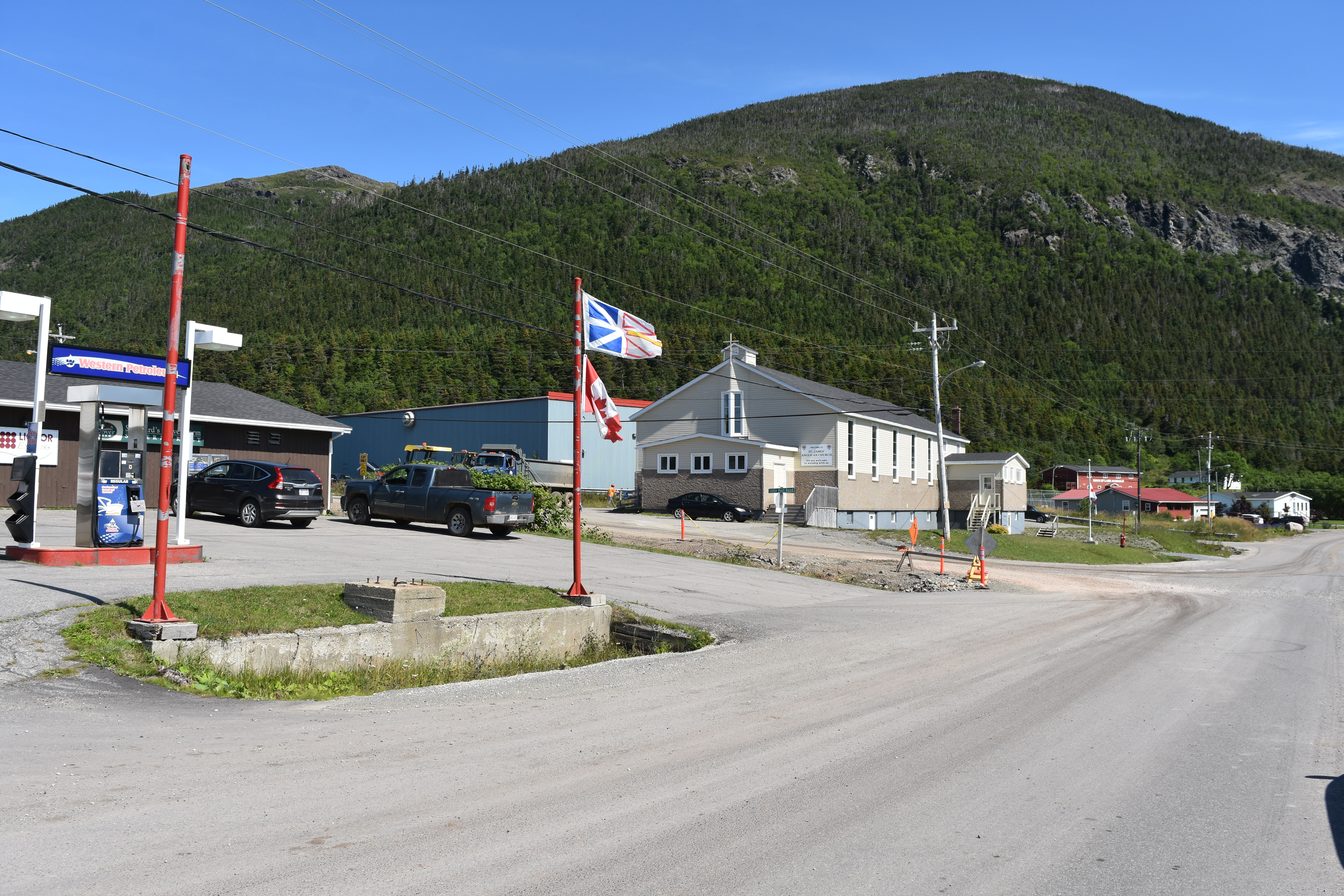
Заправочная станция и церковь
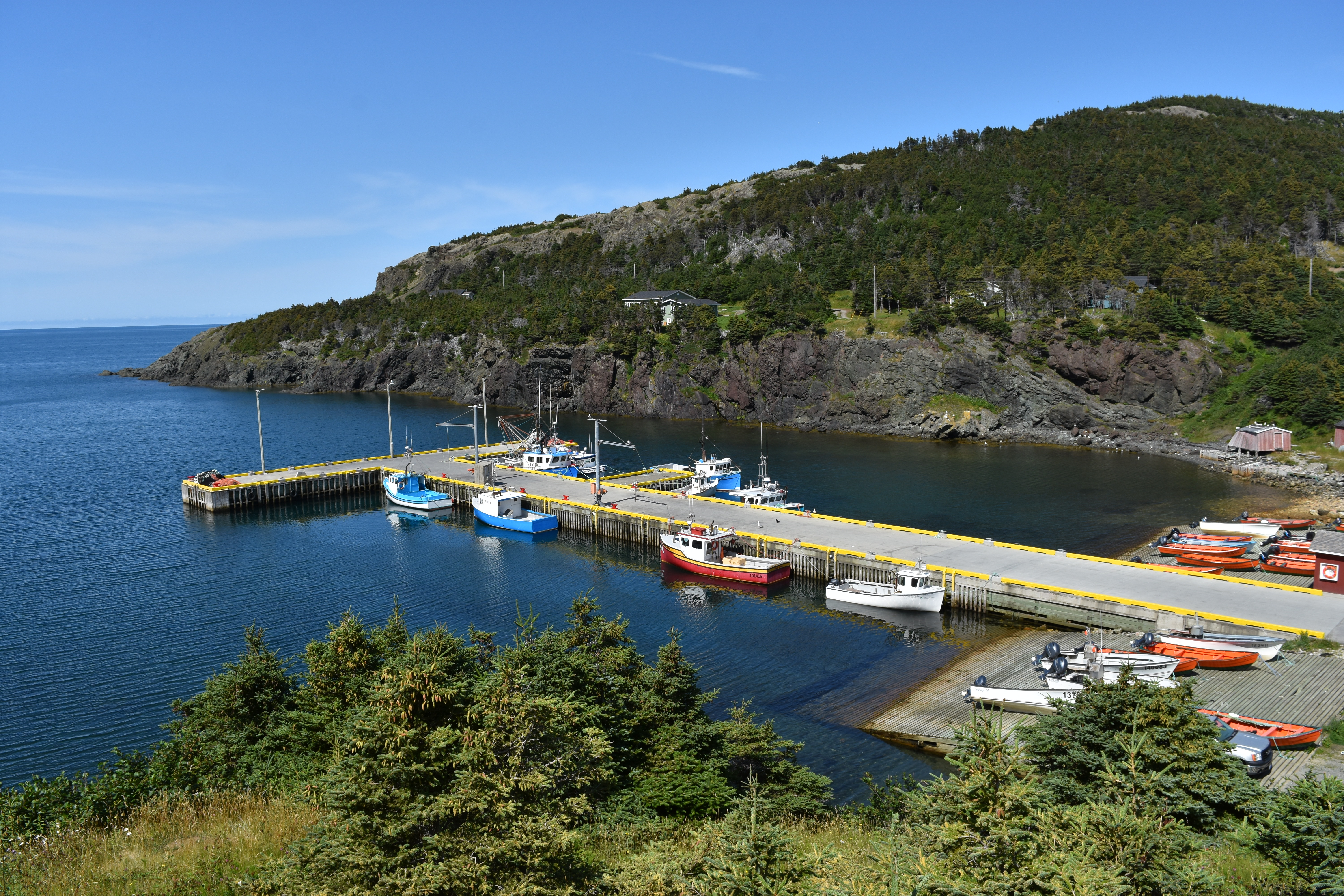
Литл-Порт
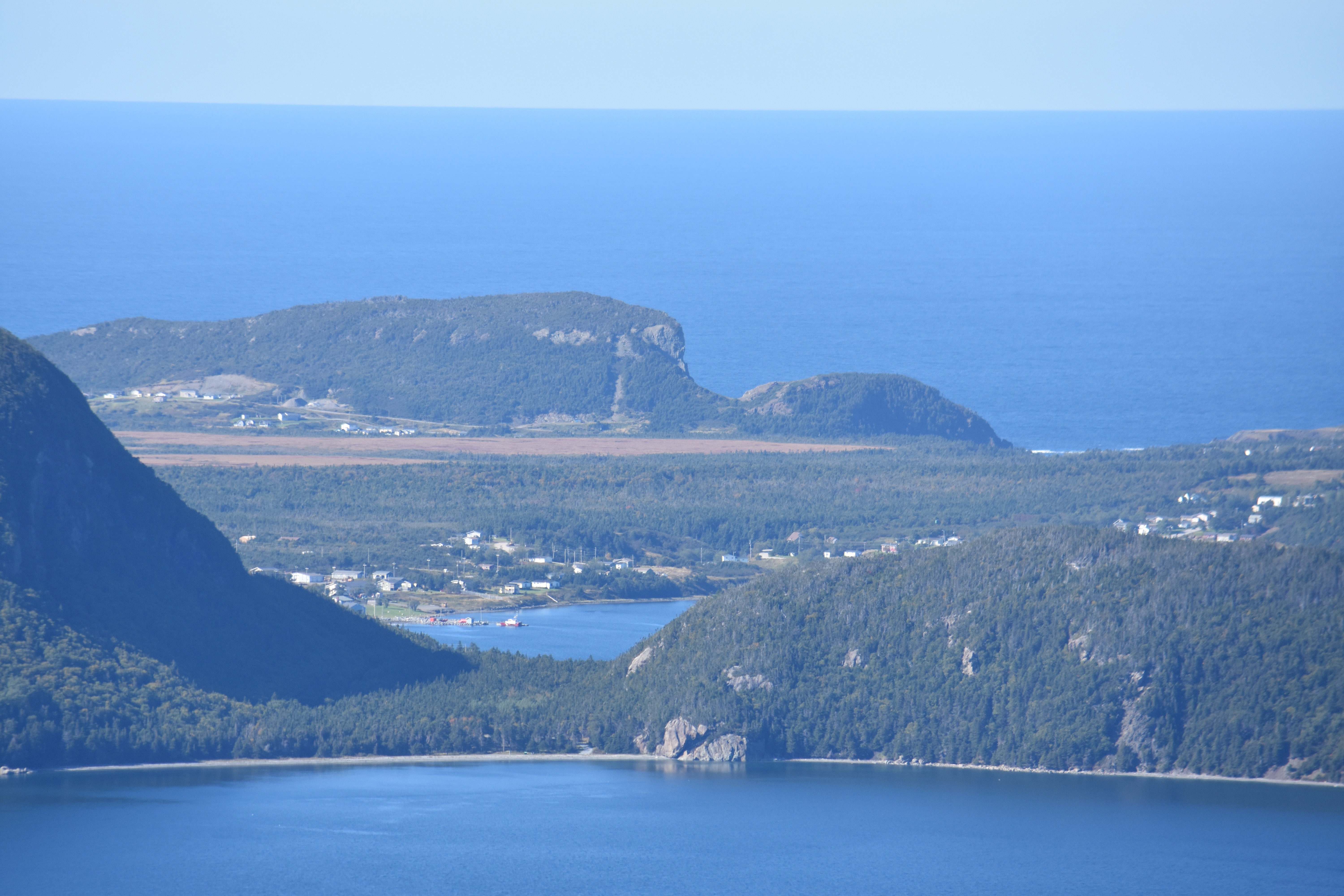
Вид с горы Блоу-Ми-Даун